# Padilla astina
Padilla astina là một loài nhện trong họ Salticidae.
Loài này thuộc chi Padilla. Padilla astina được Daniela Andriamalala miêu tả năm 2007.